# Movsun Sanani
 (février 2021).
La mise en forme du texte ne suit pas les recommandations de Wikipédia : il faut le « wikifier ».
Les points d'amélioration suivants sont les cas les plus fréquents :
- Les titres sont pré-formatés par le logiciel. Ils ne sont ni en capitales, ni en gras.
- Le texte ne doit pas être écrit en capitales (les noms de famille non plus), ni en gras, ni en italique, ni en « petit »…
- Le gras n'est utilisé que pour surligner le titre de l'article dans l'introduction, une seule fois.
- L'italique est rarement utilisé : mots en langue étrangère, titres d'œuvres, noms de bateaux, etc.
- Les citations ne sont pas en italique mais en corps de texte normal. Elles sont entourées par des guillemets français : « et ».
- Les listes à puces sont à éviter, des paragraphes rédigés étant largement préférés. Les tableaux sont à réserver à la présentation de données structurées (résultats, etc.).
- Les appels de note de bas de page (petits chiffres en exposant, introduits par l'outil «  Source ») sont à placer entre la fin de phrase et le point final[comme ça].
- Les liens internes (vers d'autres articles de Wikipédia) sont à choisir avec parcimonie. Créez des liens vers des articles approfondissant le sujet. Les termes génériques sans rapport avec le sujet sont à éviter, ainsi que les répétitions de liens vers un même terme.
- Les liens externes sont à placer uniquement dans une section « Liens externes », à la fin de l'article. Ces liens sont à choisir avec parcimonie suivant les règles définies. Si un lien sert de source à l'article, son insertion dans le texte est à faire par les notes de bas de page.
- La présentation des références doit suivre les conventions bibliographiques. Il est recommandé d'utiliser les modèles {{Ouvrage}}, {{Chapitre}}, {{Article}}, {{Lien web}} et/ou {{Bibliographie}}. Le mode d'édition visuel peut mettre en forme automatiquement les références.
- Insérer une infobox (cadre d'informations à droite) n'est pas obligatoire pour parachever la mise en page.

Pour une aide détaillée, merci de consulter Aide:Wikification.
Si vous pensez que ces points ont été résolus, vous pouvez retirer ce bandeau et améliorer la mise en forme d'un autre article.
Movsun Sanani (en azéri: Möhsün Sadıq oğlu Cəfərov (Sənani)),né le 19 juin 1900 à Tbilissi, province de Tiflis et mort  le 11 février 1981, Bakou)  est un acteur azerbaïdjanais, artiste du peuple de la RSS d'Azerbaïdjan (1949). 

## Biographie
Movsun Sanani est né en 1900 dans le quartier Sheytanbazar de Tbilissi dans une famille religieuse. L'environnement culturel de Tbilissi à cette époque, comme pour des centaines d'Azerbaïdjanais, a joué un rôle important dans son destin. Le petit Movsun, qui perd ses parents très tôt, grandit sous la garde de sa grand-mère qui l'envoie dans une madrassa. Cependant, Mohsen n'est pas en mesure de réaliser le souhait de sa grand-mère de le voir religieux. Après la mort de sa grand-mère, c'est sa tante qui le prend sous son aile.
Dès son enfance Movsun Sanani est attaché au théâtre. Il voit les performances des acteurs locaux et étrangers venus en tournée à Tiflis.

## Premier pas sur scène
En 1911, il monte lui-même sur scène. En 1912 Movsun rejoint le cercle des acteurs amateurs. Son premier directeur était Mirzakhan Kuliev, un comédien de la troupe «Acteurs Musulmans de Tiflis». Mustafa Mardanov, Mirza Ali Abbasov, Ibrahim Isfahanli ont également participé au théâtre. Pendant ces années, le père de l'ami de Movsun, «Oncle Vano», s'arrange pour qu'il travaille dans la flotte de tramway. Certaines représentations du théâtre, où Movsun joue également, ont lieu dans la boutique du père de l'acteur  Mustafa Mardanov, Haji Gashim Mardanov.

## Carrière théâtrale
En 1915, Movsun Sanani, avec Mirzali Abbasov, Mirseifaddin Girmanshahli, Mirzakhan Kuliev, Mustafa Mardanov et d'autres, jouent dans la troupe de théâtre Tiflis. La même année, Movsun Sanani interprète le rôle du fils du personnage principal, le forgeron Kava, dans la production de "Kaveyi-akhangar", qui se passe avec la participation de Huseyn Arablinsky. Pendant ces années de pauvreté, Sanani a tout abandonné et ne s'est mis qu'au théâtre. Au cours de ces années, Movsun Sanani était le plus jeune dans la troupe du théâtre de Tiflis.
Après peu de temps, il s'est déjà vu confier des rôles plus importants, tels que le rôle de Heydar-bek, Suleiman-bek, Veli ("Arshin Mal Alan"), Kochi Asker ("Pas celle-ci, alors celle-là"), Rzakuli ( "Nadir Shah"), Cassio ("Othello"). Sanani joue au théâtre de Tiflis jusqu'en 1920.
À partir de 1921, Sanani se produit sur la scène du théâtre de Bakou. .

## Activité cinématographique
Movsun Sanani a aussi participé au tournage des films de production azerbaïdjanaise. Eldar dans "Paysants" de 1939 était son premier rôle dans un film sonore.Ses différents rôles dans une trentaine de films lui ont valu une véritable renommée. Parmi eux on peut citer "Bismillah", "Sabuhi", ""Pas celle-ci, alors celle-là", "Robe magique", "Arshin mal alan", "Koroglu", "Pierres noires" et d'autres.

## Décoration et titres
- Artiste émérite de la RSS d'Azerbaïdjan (17/06/1943)
- Artiste du peuple de la RSS d'Azerbaïdjan (21.07.1949)
- Ordre de l'insigne d'honneur (09.06.1959)
- Médaille "Vétéran du travail" (29/09/1976)
- Ordre de la bannière rouge du travail (06/11/1980) [1]
- Ordre d'amitié des peuples
- Médaille de la vaillance du travail